# 루취안구

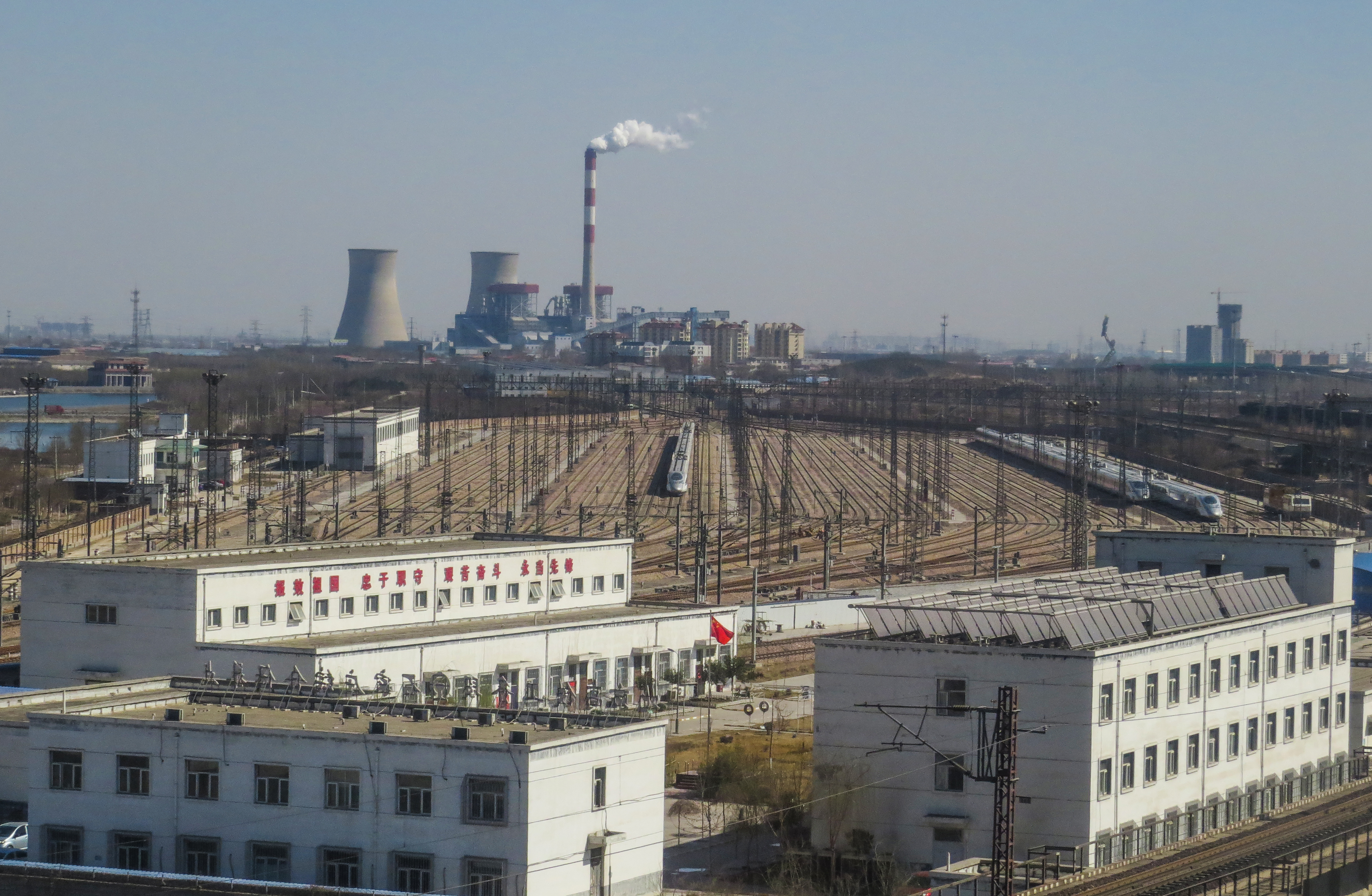

루취안구(한국어: 녹천구, 중국어: 鹿泉区, 병음: Lùquán Qū)는 중화인민공화국 허베이성 스자좡 시의 시할구이다. 넓이는 603km2이고, 인구는 2007년 기준으로 370,000명이다. 스자좡 시내로부터 서쪽으로 15km 떨어져있다.

## 행정 구역
9개의 진, 3개의 향을 관할한다.
- 진: 获鹿镇, 铜冶镇, 寺家庄镇, 上庄镇, 李村镇, 宜安镇, 黄壁庄镇, 大河镇, 山尹村鎮
- 향: 石井乡, 白鹿泉乡, 上寨乡